# دیاکوف (ناحیه روستایی)
دیاکوف (به لاتین: Dyakov) یک منطقهٔ مسکونی در روسیه است که در آدیغیه واقع شده‌است.